# ماتياس دبليو. بالدوين
ماتياس دبليو. بالدوين (بالإنجليزية: Matthias W. Baldwin)‏ هو رائد أعمال ومهندس أمريكي، ولد في 10 ديسمبر 1795 في Elizabeth Township, New Jersey ‏ في الولايات المتحدة، وتوفي في 7 سبتمبر 1866 في فيلادلفيا في الولايات المتحدة.

## وصلات خارجية
- ماتياس دبليو. بالدوين على موقع الموسوعة البريطانية (الإنجليزية)